# Merz gegen Merz
Merz gegen Merz è una serie televisiva tedesca ideata da Ralf Husmann, prodotta da MadeFor Film e trasmessa dal 2019 al 2021 sull'emittente ZDF. Protagonisti della serie sono Christoph Maria Herbst, Annette Frier e Philip Noah Schwarz; altri interpreti principali sono Bernd Stegemann, Carmen-Maja Antoni, Michael Wittenorn e Claudia Rieschel.
La serie si compone di tre stagioni, per un totale di 24 episodi (8 per stagione) il primo episodio, intitolato Hoch soll'n sie leben, fu trasmesso in prima visione il 18 aprile 2019, mentre l'ultimo, intitolato Jeder für sich, venne trasmesso in prima visione il 30 dicembre 2021. Alla serie vera e propria hanno fatto seguito due film TV, trasmessi a partire dal 2023.

## Trama
Anne ed Erik Merz sono una coppia coniugi, che dopo tanti anni di vita insieme decidono di separarsi. I due devono però fronteggiare i proplemi del figlio adolesecente Leon e condividere le giornate lavorative insieme, dato che entrambi sono impiegati nella ditta del padre di lei.

## Episodi
| Stagione         | Episodi | Prima TV Germania | Prima TV Italia |
| ---------------- | ------- | ----------------- | --------------- |
| Prima stagione   | 8       | 2019              | inedita         |
| Seconda stagione | 8       | 2020              | inedita         |
| Terza stagione   | 8       | 2021              | inedita         |

### Film TV
| Nr | Titolo originale              | Titolo italiano | Prima TV Germania                                          | Prima TV Italia |
| -- | ----------------------------- | --------------- | ---------------------------------------------------------- | --------------- |
| 1  | Merz gegen Merz - Hochzeiten  | inedito         | 7 settembre 2023 (streaming)/28 settembre 2023 (in chiaro) | inedito         |
| 2  | Merz gegen Merz - Geheimnisse | inedito         |                                                            | inedito         |

## Personaggi e interpreti
- Erik Merz, interpretato da Christoph Maria Herbst (s. 1-3).
- Anne Merz, interpretata da Annette Frier (s. 1-3).
- Leon Merz, interpretato da Philip Noah Schwarz (s. 1-3). È il figlio di Erik e Anne.
- Günter Merz, interpretato da Bernd Stegemann (s. 1-3).
- Renate Merz, interpretata da Carmen-Maja Antoni (s. 1-3).
- Ludwig Reichert, interpretato da Michael Wittenorn (s. 1-3).
- Maria Reichert, interpretata da Claudia Rieschel (s. 1-3).
- Vera, interpretata da Charlotte Bohning (s. 1-3).
- Lisa,interpretata da Victoria Mayer (s. 2-3).[3]
- Sig. Herkkonen, interpretato da Matthias Harrebye-Brandt (s. 2-3).[3]
- Dott.ssa Heller, interpretata da Lena Dörrie (s. 1).[3] È la terapista a cui si rivolgono Anne ed Erik.[4]
- Amina, interpretata da Tabea Willemsen (s. 1).[3]
- Soraya, interpretata da Süheyla Ünlü (s. 3).[3]
- Damir, interpretato da Madieu Ulbrich (s. 2).
- Belinay Lobenstein, interpretata da Elmira Rafizadeh (s. 1).[3]